# 日本のテレビアニメ作品一覧 (1980年代)
- アニメ > テレビアニメ > 日本のテレビアニメ作品一覧 > 日本のテレビアニメ作品一覧 (1980年代)
- アニメ > アニメ作品一覧 > 日本のテレビアニメ作品一覧 > 日本のテレビアニメ作品一覧 (1980年代)

日本のテレビアニメ作品一覧 (1980年代)（にほんのテレビアニメさくひんいちらん (1980ねんだい)）は、1980年から1989年に放送された日本のテレビアニメ作品一覧。

## 1980年（昭和55年）
| 開始日 - 終了日             | 作品名                                              | 制作会社                                          | 主放送局・系列 | 話数     |
| --------------------------- | --------------------------------------------------- | ------------------------------------------------- | -------------- | -------- |
| 1月1日 - 1984年12月30日     | キリンあしたのカレンダー                            | オフィス・ユニ                                    | MBS            | 全1498話 |
| 1月6日 - 12月28日           | トム・ソーヤーの冒険                                | 日本アニメーション                                | CX             | 全49話   |
| 1月7日 - 7月7日             | 森の陽気な小人たち ベルフィーとリルビット           | タツノコプロ                                      | 12CH           | 全26話   |
| 1月8日 - 1981年3月17日      | ニルスのふしぎな旅                                  | スタジオぴえろ                                    | NHK総合        | 全52話   |
| 1月9日 - 7月9日             | メーテルリンクの青い鳥 チルチルミチルの冒険旅行     | アカデミー製作                                    | CX             | 全26話   |
| 2月2日 - 1981年1月31日      | タイムボカンシリーズ タイムパトロール隊オタスケマン | タツノコプロ                                      | CX             | 全53話   |
| 2月2日 - 1981年1月24日      | 無敵ロボ トライダーG7                               | 日本サンライズ                                    | NBN            | 全50話   |
| 2月3日（特別番組）          | のどか森の動物大作戦                                | 日本アニメーション                                | CX             | 全1話    |
| 2月4日 - 8月1日             | ふた子のモンチッチ                                  | 葦プロダクション、国際映画社                      | 12CH           | 全130話  |
| 2月15日 - 1981年2月27日     | 魔法少女ララベル                                    | 東映動画                                          | ANB            | 全49話   |
| 3月19日 - 1981年2月25日     | 宇宙大帝ゴッドシグマ                                | 東映、アカデミー製作→東京動画、グリーン・ボックス | 12CH           | 全50話   |
| 4月2日・8月20日（特別番組） | キャプテン                                          | エイケン                                          | NTV            | 全1話    |
| 4月2日（特別番組）          | ほえろブンブン                                      | 和光プロダクション                                | 12CH           | 全1話    |
| 4月5日 - 9月27日            | ムーの白鯨                                          | 東京ムービー                                      | YTV            | 全26話   |
| 4月6日 - 12月29日           | スーキャット                                        | ナック                                            | 12CH           | 全40話   |
| 4月6日 - 9月21日            | 燃えろアーサー 白馬の王子                           | 東映動画                                          | CX             | 全22話   |
| 4月7日 - 1982年6月28日      | 釣りキチ三平                                        | 日本アニメーション、土田プロダクション            | CX             | 全109話  |
| 4月8日（特別番組）          | ドラ・Q・パーマン                                   | シンエイ動画                                      | ANB            | 全1話    |
| 4月14日 - 9月30日           | がんばれゴンベ                                      | 土田プロダクション                                | 12CH           | 全77話   |
| 4月15日 - 9月23日           | ずっこけナイト ドンデラマンチャ                     | 葦プロダクション、国際映画社                      | 12CH           | 全26話   |
| 5月3日（特別番組）          | 若草物語                                            | 東映動画                                          | CX             | 全1話    |
| 5月8日 - 1981年1月30日      | 伝説巨神イデオン                                    | 日本サンライズ                                    | 12CH           | 全39話   |
| 6月13日（特別番組）         | 坊っちゃん                                          | 東京ムービー新社                                  | CX             | 全1話    |
| 6月30日 - 1981年1月25日     | 宇宙戦士バルディオス                                | 葦プロダクション、国際映画社                      | 12CH           | 全34話   |
| 7月16日 - 1981年4月1日      | がんばれ元気                                        | 東映動画                                          | CX             | 全35話   |
| 8月12日（特別番組）         | マリンスノーの伝説                                  | NOW企画、オカスタジオ                             | ANB            | 全1話    |
| 8月19日（特別番組）         | 闇の帝王 吸血鬼ドラキュラ                           | 東映動画                                          | ANB            | 全1話    |
| 8月31日（特別番組）         | フウムーン                                          | 手塚プロダクション                                | NTV            | 全1話    |
| 9月2日 - 1982年9月28日      | 怪物くん（第2作）                                   | シンエイ動画                                      | ANB            | 全188話  |
| 9月7日 - 1981年9月27日      | とんでも戦士ムテキング                              | タツノコプロ                                      | CX             | 全56話   |
| 9月28日 - 1982年10月10日    | おじゃまんが山田くん                                | 土田プロダクション、ビジュアル80                  | CX             | 全101話  |
| 10月1日 - 1981年12月23日    | 鉄腕アトム（第2作）                                 | 手塚プロダクション                                | NTV            | 全52話   |
| 10月3日 - 1981年9月25日     | 太陽の使者 鉄人28号                                 | 東京ムービー新社                                  | NTV            | 全51話   |
| 10月9日 - 1981年7月9日      | ほえろブンブン                                      | 和光プロダクション                                | 12CH           | 全38話   |
| 10月10日（特別番組）        | 二十四の瞳                                          | 東京ムービー新社                                  | CX             | 全1話    |
| 10月11日 - 1981年4月4日     | 宇宙戦艦ヤマトIII                                   | 東京動画                                          | YTV            | 全25話   |
| 10月11日 - 1982年6月13日    | まんがことわざ事典                                  | 土田プロダクション                                | 12CH→TX        | 全220話  |
| 10月13日 - 1981年8月31日    | あしたのジョー2                                     | 東京ムービー新社                                  | NTV            | 全47話   |
| 12月24日（特別番組）        | ジェレミーの木                                      | グループ・タック                                  | CX             | 全1話    |

1. ↑  全20回放送
2. ↑  全63回放送
3. 1 2  未放送3話含む
4. ↑  全94回放送
5. ↑  全86回放送

## 1981年（昭和56年）
| 開始日 - 終了日          | 作品名                                              | 制作会社                       | 主放送局・系列 | 話数    |
| ------------------------ | --------------------------------------------------- | ------------------------------ | -------------- | ------- |
| 1月3日（特別番組）       | 海底大戦争 愛の20,000マイル                         | タツノコプロ                   | NTV            | 全1話   |
| 1月3日（特別番組）       | 荒野の呼び声 吠えろバック                           | 東映動画                       | CX             | 全1話   |
| 1月4日 - 12月27日        | 家族ロビンソン漂流記 ふしぎな島のフローネ           | 日本アニメーション             | CX             | 全50話  |
| 1月31日 - 1982年1月30日  | 最強ロボ ダイオージャ                               | 日本サンライズ                 | NBN            | 全50話  |
| 2月7日 - 1982年2月6日    | タイムボカンシリーズ ヤットデタマン                 | タツノコプロ                   | CX             | 全52話  |
| 2月7日（特別番組）       | 走れメロス                                          | 東映動画                       | CX             | 全1話   |
| 3月1日 - 1982年2月18日   | ゴールドライタン                                    | タツノコプロ                   | 12CH→TX        | 全52話  |
| 3月4日 - 1982年2月24日   | 百獣王ゴライオン                                    | 東映、東京動画                 | 12CH→TX        | 全52話  |
| 3月6日 - 1982年2月26日   | ハロー!サンディベル                                 | 東映動画                       | ANB            | 全47話  |
| 3月7日 - 1982年5月29日   | おはよう!スパンク                                   | 東京ムービー新社               | ABC            | 全63話  |
| 4月1日（特別番組）       | ミスター・ジャイアンツ 栄光の背番号3（実写+アニメ） | 土田プロダクション             | NTV            | 全1話   |
| 4月3日 - 9月25日         | 愛の学校クオレ物語                                  | 日本アニメーション             | MBS            | 全26話  |
| 4月4日 - 10月10日        | めちゃっこドタコン                                  | 国際映画社、東映動画           | CX             | 全28話  |
| 4月7日 - 1982年6月22日   | 名犬ジョリィ                                        | ビジュアル80                   | NHK総合        | 全52話  |
| 4月7日 - 9月29日         | 若草の四姉妹                                        | 国際映画社、東映動画           | 12CH           | 全26話  |
| 4月8日 - 1986年2月19日   | Dr.スランプ アラレちゃん                            | 東映動画                       | CX             | 全246話 |
| 4月11日 - 8月1日         | フーセンのドラ太郎                                  | 日本アニメーション             | CX             | 全13話  |
| 4月12日（特別番組）      | アニメDEマンザイ じゃりン子チエ（実写+アニメ）      | 東阪企画、東京ムービー新社     | KTV            | 全1話   |
| 4月12日（特別番組）      | 杜子春                                              | ダックスインターナショナル     | TBS            | 全1話   |
| 4月16日 - 1982年3月25日  | 新竹取物語 1000年女王                               | 東映動画                       | CX             | 全42話  |
| 4月20日 - 1982年1月18日  | タイガーマスク二世                                  | 東映動画                       | ANB            | 全33話  |
| 4月26日（特別番組）      | どんべえ物語                                        | エイケン                       | NTV            | 全1話   |
| 5月5日（特別番組）       | ヘレン・ケラー物語 愛と光の天使                     | NOW企画、オカスタジオ          | ANB            | 全1話   |
| 5月5日（特別番組）       | ルパン対ホームズ                                    | 東映動画                       | CX             | 全1話   |
| 6月8日（特別番組）       | 姿三四郎                                            | 東京ムービー新社               | CX             | 全1話   |
| 7月3日 - 12月28日        | 戦国魔神ゴーショーグン                              | 葦プロダクション               | 12CH→TX        | 全26話  |
| 7月27日（特別番組）      | 恐怖伝説 怪奇!フランケンシュタイン                  | 東映動画                       | ANB            | 全1話   |
| 8月16日（特別番組）      | 東海道 四谷怪談（実写+アニメ）                      | 東京ムービー新社               | KTV            | 全1話   |
| 8月23日（特別番組）      | カバ園長の動物園日記                                | 東映動画                       | CX             | 全1話   |
| 8月23日（特別番組）      | ブレーメン4 地獄の中の天使たち                      | 手塚プロダクション             | NTV            | 全1話   |
| 9月3日 - 1982年7月15日   | まんが 水戸黄門                                     | ナック                         | 12CH→TX        | 全46話  |
| 9月7日 - 1982年3月29日   | 新・ど根性ガエル                                    | 東京ムービー新社               | NTV            | 全30話  |
| 9月28日 - 1987年12月25日 | 忍者ハットリくん                                    | シンエイ動画                   | ANB            | 全705話 |
| 10月2日 - 1982年12月24日 | 六神合体ゴッドマーズ                                | 東京ムービー新社               | NTV            | 全64話  |
| 10月3日 - 1983年3月25日  | じゃりン子チエ                                      | 東京ムービー新社               | MBS            | 全64話  |
| 10月3日（特別番組）      | ぼくらマンガ家 トキワ荘物語                         | 東映動画                       | CX             | 全1話   |
| 10月4日 - 1982年12月26日 | ダッシュ勝平                                        | タツノコプロ                   | CX             | 全65話  |
| 10月6日 - 1982年6月29日  | 銀河旋風ブライガー                                  | 国際映画社、東映動画           | TX             | 全39話  |
| 10月8日 - 1983年7月21日  | まいっちんぐマチコ先生                              | スタジオぴえろ                 | TX             | 全95話  |
| 10月9日 - 1982年3月29日  | アニメ親子劇場                                      | タツノコプロ                   | TX             | 全26話  |
| 10月9日 - 1982年3月26日  | ワンワン三銃士                                      | 日本アニメーション（日西合作） | MBS            | 全26話  |
| 10月14日 - 1986年3月19日 | うる星やつら（第1作）                               | スタジオぴえろ→ディーン        | CX             | 全218話 |
| 10月17日 - 1982年5月1日  | ハニーハニーのすてきな冒険                          | 国際映画社、東映動画           | CX             | 全29話  |
| 10月23日 - 1983年3月25日 | 太陽の牙ダグラム                                    | 日本サンライズ                 | TX             | 全75話  |
| 12月22日（特別番組）     | 小さなラブレター -まり子とねむの木の子供たち-       | NOW企画、オカスタジオ          | ANB            | 全1話   |

1. ↑  特番3話含む
2. ↑  特番11話含む
3. ↑  未放送2話含む
4. ↑  全195回放送
5. ↑  総集編3話含む

## 1982年（昭和57年）
| 開始日 - 終了日                          | 作品名                                             | 制作会社                                           | 主放送局・系列 | 話数   |
| ---------------------------------------- | -------------------------------------------------- | -------------------------------------------------- | -------------- | ------ |
| 1月2日（特別番組）                       | Dr.スランプ アラレちゃん ペンギン村英雄伝説        | 東映動画                                           | CX             | 全1話  |
| 1月4日（特別番組）                       | 三国志（第1作）                                    | 手塚企画、アド・コスモ                             | ANB            | 全1話  |
| 1月10日 - 12月26日                       | 南の虹のルーシー                                   | 日本アニメーション                                 | CX             | 全50話 |
| 1月25日 - 1983年2月28日                  | あさりちゃん                                       | 東映動画                                           | ANB            | 全54話 |
| 2月6日 - 1983年1月29日                   | 戦闘メカ ザブングル                                | 日本サンライズ                                     | NBN            | 全50話 |
| 2月7日（特別番組）                       | 浪花節大好き                                       | 東阪企画                                           | KTV            | 全1話  |
| 2月13日 - 1983年3月26日                  | タイムボカンシリーズ 逆転イッパツマン              | タツノコプロ                                       | CX             | 全58話 |
| 2月17日（特別番組）                      | 吾輩は猫である                                     | 東映動画                                           | CX             | 全1話  |
| 3月3日 - 1983年3月23日                   | 機甲艦隊ダイラガーXV                               | 東映、東映動画                                     | TX             | 全56話 |
| 3月18日 - 1983年5月26日                  | 魔法のプリンセス ミンキーモモ（第1作）             | 葦プロダクション                                   | TX             | 全63話 |
| 3月23日 - 1985年2月16日                  | 発明博士の冒険                                     | トップクラフト（日蘭合作）                         | NHK総合        | 全13話 |
| 4月2日（特別番組）                       | うる星やつら 春だ、とびだせ!うる星やつらスペシャル | スタジオぴえろ                                     | CX             | 全1話  |
| 4月5日 - 9月27日                         | ゲームセンターあらし                               | シンエイ動画、土田プロダクション                   | NTV            | 全26話 |
| 4月5日 - 4月26日                         | 手塚治虫のドン・ドラキュラ                         | じんプロダクション、グリーン・ボックス             | TX             | 全8話  |
| 4月5日 - 1983年3月28日                   | トンデラハウスの大冒険                             | タツノコプロ                                       | TX             | 全52話 |
| 4月8日 - 1983年5月13日                   | パタリロ!                                          | 東映動画                                           | CX             | 全49話 |
| 4月17日 - 9月25日 1984年3月7日 - 3月28日 | アニメ 野生のさけび                                | 和光プロ                                           | TX             | 全26話 |
| 4月17日 - 9月11日                        | 科学救助隊テクノボイジャー                         | じんプロダクション、グリーンボックス→A.I.C.        | CX             | 全24話 |
| 4月29日（特別番組）                      | ぽっぺん先生と帰らずの沼                           | メルヘン社                                         | MBS            | 全1話  |
| 5月5日（特別番組）                       | 白い牙 ホワイトファング物語                        | 日本サンライズ                                     | TBS            | 全1話  |
| 5月5日（特別番組）                       | 二死満塁                                           | グループ・タック、亜細亜堂                         | CX             | 全1話  |
| 5月5日 - 12月24日                        | 魔境伝説アクロバンチ                               | 国際映画社、東映動画                               | NTV            | 全24話 |
| 5月8日 - 1983年3月26日                   | おちゃめ神物語 コロコロポロン                      | 国際映画社                                         | CX             | 全46話 |
| 6月5日 - 1983年4月2日                    | とんでモン・ペ                                     | 東京ムービー新社                                   | ABC            | 全42話 |
| 6月17日（特別番組）                      | 孫悟空シルクロードをとぶ!!                         | 東京ムービー新社                                   | CX             | 全1話  |
| 6月29日 - 1983年6月7日                   | 太陽の子エステバン                                 | スタジオぴえろ（日仏合作）                         | NHK総合        | 全39話 |
| 7月5日 - 1984年8月27日                   | The♥かぼちゃワイン                                 | 東映動画                                           | ANB            | 全96話 |
| 7月6日 - 1983年3月29日                   | 銀河烈風バクシンガー                               | 国際映画社、東映動画                               | TX             | 全39話 |
| 8月11日 - 8月25日                        | ニャロメのおもしろ数学教室（実写+アニメ）          | プロダクション・ルーズ                             | TBS            | 全3話  |
| 8月15日（特別番組）                      | オバケ                                             | 愛企画センター                                     | TBS            | 全4話  |
| 8月22日（特別番組）                      | アンドロメダ・ストーリーズ                         | 東映動画                                           | NTV            | 全1話  |
| 8月22日（特別番組）                      | 十五少年漂流記                                     | 東映動画                                           | CX             | 全1話  |
| 10月3日 - 1983年6月26日                  | 超時空要塞マクロス                                 | タツノコプロ、アニメフレンド                       | MBS            | 全36話 |
| 10月4日 - 12月27日                       | 忍者マン一平                                       | 東京ムービー新社                                   | NTV            | 全13話 |
| 10月6日（特別番組）                      | 少年宮本武蔵 わんぱく二刀流                        | 東映動画                                           | CX             | 全1話  |
| 10月7日 - 1983年6月29日                  | サイボットロボッチ                                 | ナック                                             | TX             | 全39話 |
| 10月7日 - 1983年5月19日                  | スペースコブラ                                     | 東京ムービー新社                                   | CX             | 全31話 |
| 10月7日 - 1983年9月22日                  | ときめきトゥナイト                                 | グループ・タック                                   | NTV            | 全34話 |
| 10月10日 - 1983年3月27日                 | レインボーマン                                     | 愛企画センター、土田プロダクション                 | MBS            | 全22話 |
| 10月12日 - 1983年9月27日                 | 新みつばちマーヤの冒険                             | 日本アニメーション、和光プロダクション（日独合作） | TVO            | 全52話 |
| 10月13日 - 1983年3月30日                 | わが青春のアルカディア 無限軌道SSX                 | 東映動画                                           | TBS            | 全22話 |
| 10月16日 - 1983年1月15日                 | 一ッ星家のウルトラ婆さん                           | ナック                                             | YTV            | 全13話 |
| 10月17日 - 1984年3月11日                 | さすがの猿飛                                       | 土田プロダクション                                 | CX             | 全69話 |
| 10月19日（特別番組）                     | プロゴルファー猿                                   | シンエイ動画                                       | ANB            | 全1話  |
| 11月2日 - 1984年3月27日                  | フクちゃん                                         | シンエイ動画                                       | ANB            | 全71話 |
| 12月24日（特別番組）                     | 愛の奇蹟 ドクターノーマン物語                      | 国際映画社、東映動画                               | ANB            | 全1話  |

1. ↑  総集編4話含む
2. ↑  未放送4話含む
3. ↑  第21話より『ぼくパタリロ!』に改題
4. ↑  未放送6話含む
5. ↑  特番1話含む
6. ↑  「変化くらべ」、「二ツ目の化物」、「神かくし」、「魔除けの札」の四つを含む

## 1983年（昭和58年）
| 開始日 - 終了日          | 作品名                                                                                  | 制作会社                                   | 主放送局・系列 | 話数    |
| ------------------------ | --------------------------------------------------------------------------------------- | ------------------------------------------ | -------------- | ------- |
| 1月9日 - 12月25日        | アルプス物語 わたしのアンネット                                                         | 日本アニメーション                         | CX             | 全48話  |
| 1月9日 - 12月24日        | 未来警察ウラシマン                                                                      | タツノコプロ                               | CX             | 全50話  |
| 1月10日 - 7月4日         | キャプテン                                                                              | エイケン、マジックバス                     | NTV            | 全26話  |
| 1月21日 - 1984年1月27日  | 亜空大作戦スラングル                                                                    | 国際映画社                                 | ANB            | 全53話  |
| 2月5日 - 1984年1月21日   | 聖戦士ダンバイン                                                                        | 日本サンライズ                             | NBN            | 全49話  |
| 2月9日（特別番組）       | 我輩は犬である ドン松五郎の生活                                                         | 東映動画                                   | CX             | 全1話   |
| 3月1日 - 1984年1月24日   | 愛してナイト                                                                            | 東映動画                                   | ANB            | 全42話  |
| 3月3日（特別番組）       | ひなまつりアニメファンタジー! 宇宙の果てまで冒険旅行 ロマンチック銀河ツアーへの御招待!! | 円谷プロダクション、プロダクション・ルーズ | NTV            | 全1話   |
| 3月30日 - 1984年2月8日   | 光速電神アルベガス                                                                      | 東映、東映動画                             | TX             | 全45話  |
| 3月31日 - 1984年4月20日  | みゆき                                                                                  | キティ・フィルム三鷹スタジオ               | CX             | 全37話  |
| 4月1日 - 1984年3月23日   | 装甲騎兵ボトムズ                                                                        | 日本サンライズ                             | TX             | 全52話  |
| 4月2日 - 12月24日        | ななこSOS                                                                               | 国際映画社                                 | CX             | 全39話  |
| 4月3日 - 1986年10月1日   | キン肉マン                                                                              | 東映動画                                   | NTV            | 全137話 |
| 4月3日 - 1984年4月8日    | まんが日本史                                                                            | 土田プロダクション                         | NTV            | 全52話  |
| 4月3日 - 1985年9月29日   | ミームいろいろ夢の旅                                                                    | 日本アニメーション                         | TBS            | 全127話 |
| 4月4日 - 1984年3月9日    | スプーンおばさん                                                                        | スタジオぴえろ                             | NHK総合        | 全130話 |
| 4月4日 - 9月26日         | パソコントラベル探偵団                                                                  | タツノコプロ                               | TX             | 全26話  |
| 4月4日 - 1985年7月2日    | パーマン（第2作）                                                                       | シンエイ動画                               | ANB            | 全528話 |
| 4月5日 - 1984年1月31日   | 銀河疾風サスライガー                                                                    | 国際映画社                                 | TX             | 全43話  |
| 4月7日 - 1984年3月29日   | イーグルサム                                                                            | ダックスインターナショナル、スタジオ古留美 | TBS            | 全51話  |
| 4月9日 - 9月24日         | タイムボカンシリーズ イタダキマン                                                       | タツノコプロ                               | CX             | 全20話  |
| 4月9日 - 1984年2月25日   | レディジョージィ                                                                        | 東京ムービー新社                           | ANB            | 全45話  |
| 5月4日（特別番組）       | ナイン                                                                                  | グループ・タック                           | CX             | 全1話   |
| 5月20日 - 1984年1月27日  | ストップ!! ひばりくん!                                                                  | 東映動画                                   | CX             | 全35話  |
| 5月26日 - 10月27日       | ベムベムハンターこてんぐテン丸                                                          | 東映動画                                   | CX             | 全19話  |
| 6月5日 - 1984年2月26日   | プラレス3四郎                                                                           | カナメプロダクション                       | TBS            | 全37話  |
| 7月1日 - 12月23日        | ピュア島の仲間たち                                                                      | 瑞鷹エンタープライズ                       | NTV            | 全26話  |
| 7月1日 - 1984年6月29日   | 魔法の天使クリィミーマミ                                                                | スタジオぴえろ                             | NTV            | 全52話  |
| 7月3日 - 1984年4月8日    | 超時空世紀オーガス                                                                      | 東京ムービー新社                           | MBS            | 全35話  |
| 7月6日 - 12月28日        | サイコアーマー ゴーバリアン                                                             | ナック                                     | TX             | 全26話  |
| 7月11日 - 1984年3月26日  | CAT'S EYE キャッツ・アイ（第1期）                                                       | 東京ムービー新社                           | NTV            | 全36話  |
| 8月21日（特別番組）      | タイムスリップ10000年プライム・ローズ                                                   | 手塚プロダクション                         | NTV            | 全1話   |
| 9月12日（特別番組）      | どくとるマンボウ&怪盗ジバコ 宇宙より愛をこめて                                          | 東映動画                                   | CX             | 全1話   |
| 10月2日 - 1984年3月25日  | 機甲創世記モスピーダ                                                                    | タツノコプロ、アニメフレンド               | CX             | 全25話  |
| 10月7日 - 1984年3月30日  | タオタオ絵本館 世界動物ばなし（第1期）                                                  | シュンマオ、土田プロダクション（日独合作） | TVO            | 全26話  |
| 10月7日 - 1984年7月6日   | 特装機兵ドルバック                                                                      | 葦プロダクション                           | CX             | 全36話  |
| 10月10日 - 1984年3月26日 | ふしぎの国のアリス                                                                      | 日本アニメーション（日独合作）             | TX             | 全26話  |
| 10月10日 - 12月22日      | まんがイソップ物語                                                                      | 日本アニメーション                         | TX             | 全52話  |
| 10月13日 - 1986年3月27日 | キャプテン翼                                                                            | 土田プロダクション                         | TX             | 全128話 |
| 10月18日（特別番組）     | ドラえもん・ヨーロッパ鉄道の旅（実写+アニメ）                                           | シンエイ動画                               | ANB            | 全1話   |
| 10月20日 - 1984年3月29日 | 伊賀野カバ丸                                                                            | グループ・タック                           | NTV            | 全24話  |
| 10月21日 - 1984年9月8日  | 銀河漂流バイファム                                                                      | 日本サンライズ                             | MBS            | 全46話  |
| 11月8日 - 1985年1月29日  | 子鹿物語                                                                                | ビジュアル80、エムケイ                     | NHK総合        | 全52話  |
| 12月18日（特別番組）     | ナイン2 恋人宣言                                                                        | グループ・タック                           | CX             | 全1話   |

1. ↑  総集編1話含む
2. ↑  総集編3話含む
3. ↑  特番2話含む
4. ↑  未放送1話含む

## 1984年（昭和59年）
| 開始日 - 終了日         | 作品名                                        | 制作会社                                   | 主放送局・系列 | 話数    |
| ----------------------- | --------------------------------------------- | ------------------------------------------ | -------------- | ------- |
| 1月7日 - 8月25日        | OKAWARI-BOY スターザンS                       | タツノコプロ                               | CX             | 全34話  |
| 1月8日 - 12月23日       | 牧場の少女カトリ                              | 日本アニメーション                         | CX             | 全49話  |
| 2月3日 - 6月29日        | 超攻速ガルビオン                              | 国際映画社                                 | ANB            | 全22話  |
| 2月4日 - 1985年2月23日  | 重戦機エルガイム                              | 日本サンライズ                             | NBN            | 全54話  |
| 2月6日 - 3月12日        | リトル・エル・シドの冒険                      | 日本アニメーション（日西合作）             | TX             | 全26話  |
| 2月7日 - 6月26日        | 宗谷物語                                      | 国際映画社                                 | TX             | 全21話  |
| 2月7日 - 1985年2月26日  | 夢戦士ウイングマン                            | 東映動画                                   | ANB            | 全47話  |
| 3月3日 - 1985年3月3日   | とんがり帽子のメモル                          | 東映動画                                   | ABC            | 全50話  |
| 3月3日 - 1985年11月6日  | ルパン三世 PARTIII                            | 東京ムービー新社                           | YTV            | 全50話  |
| 3月4日 - 1985年2月3日   | ビデオ戦士レザリオン                          | 東映、東映動画                             | TBS            | 全45話  |
| 3月18日 - 1985年3月17日 | Gu-Guガンモ                                   | 東映動画                                   | CX             | 全50話  |
| 3月20日（特別番組）     | 小さな恋のものがたり チッチとサリー初恋の四季 | エムケイ                                   | TBS            | 全1話   |
| 4月3日 - 10月23日       | オヨネコぶーにゃん（第1期）                   | シンエイ動画                               | ANB            | 全28話  |
| 4月5日 - 9月27日        | 巨神ゴーグ                                    | 日本サンライズ                             | TX             | 全26話  |
| 4月5日 - 9月27日        | らんぽう                                      | 土田プロダクション                         | CX             | 全21話  |
| 4月7日（特別番組）      | キン肉マン 決戦!7人の正義超人vs宇宙野武士     | 東映動画                                   | NTV            | 全1話   |
| 4月7日 - 1986年3月29日  | まんがどうして物語（実写+アニメ）             | ダックスインターナショナル                 | TBS            | 全100話 |
| 4月9日 - 9月24日        | ガラスの仮面（第1作）                         | エイケン                                   | NTV            | 全23話  |
| 4月9日 - 9月28日        | チックンタックン                              | スタジオぴえろ                             | CX             | 全23話  |
| 4月13日 - 1985年6月21日 | アタッカーYOU!                                | ナック                                     | TX             | 全58話  |
| 4月15日 - 9月30日       | ゴッドマジンガー                              | 東京ムービー新社                           | NTV            | 全23話  |
| 4月15日 - 9月30日       | 超時空騎団サザンクロス                        | タツノコプロ                               | MBS            | 全23話  |
| 7月6日 - 1985年5月31日  | 魔法の妖精ペルシャ                            | スタジオぴえろ                             | NTV            | 全48話  |
| 7月7日 - 12月28日       | ふしぎなコアラブリンキー                      | 日本アニメーション                         | CX             | 全26話  |
| 7月17日 - 8月22日       | 銀河パトロールPJ                              | エイケン（日仏合作）                       | CX             | 全26話  |
| 8月19日（特別番組）     | 大自然の魔獣バギ                              | 手塚プロダクション                         | NTV            | 全1話   |
| 9月1日 - 1985年3月30日  | よろしくメカドック                            | タツノコプロ                               | CX             | 全30話  |
| 9月5日（特別番組）      | ナイン 完結編                                 | グループ・タック                           | CX             | 全1話   |
| 9月27日 - 1985年7月12日 | ふたり鷹                                      | 国際映画社                                 | CX             | 全36話  |
| 10月3日 - 1987年4月9日  | ドタンバのマナー（実写+アニメ）               | エイケン                                   | CX             | 全283話 |
| 10月4日 - 1985年3月28日 | コアラボーイ コッキィ                         | トップクラフト                             | TX             | 全26話  |
| 10月5日 - 1985年3月29日 | 機甲界ガリアン                                | 日本サンライズ                             | NTV            | 全25話  |
| 10月5日 - 1985年3月29日 | 森のトントたち                                | 瑞鷹エンタープライズ、シャフト             | CX             | 全23話  |
| 10月6日 - 1985年9月20日 | あした天気になあれ                            | 土田プロダクション                         | CX             | 全47話  |
| 10月6日 - 1985年3月30日 | GALACTIC PATROL レンズマン                    | マッドハウス                               | ABC            | 全25話  |
| 10月6日 - 1985年4月6日  | 超力ロボ ガラット                             | 日本サンライズ                             | NBN            | 全25話  |
| 10月7日 - 1985年9月29日 | 星銃士ビスマルク                              | スタジオぴえろ                             | NTV            | 全51話  |
| 10月8日 - 1985年7月8日  | CAT'S EYE キャッツ・アイ（第2期）             | 東京ムービー新社                           | NTV            | 全37話  |
| 10月9日 - 1985年4月9日  | タオタオ絵本館 世界動物ばなし（第2期）        | シュンマオ、土田プロダクション（日独合作） | TVO            | 全26話  |
| 10月11日 - 1987年3月5日 | 北斗の拳                                      | 東映動画                                   | CX             | 全109話 |
| 11月6日 - 1985年5月20日 | 名探偵ホームズ                                | 東京ムービー新社（日伊合作）               | ANB            | 全26話  |

1. ↑  未放送1話含む
2. ↑  総集編1話含む

## 1985年（昭和60年）
| 開始日 - 終了日          | 作品名                                  | 制作会社                               | 主放送局・系列 | 話数    |
| ------------------------ | --------------------------------------- | -------------------------------------- | -------------- | ------- |
| 1月6日 - 12月29日        | 小公女セーラ                            | 日本アニメーション                     | CX             | 全46話  |
| 3月2日 - 1986年2月22日   | 機動戦士Ζガンダム                       | 日本サンライズ                         | NBN            | 全50話  |
| 3月5日 - 3月19日         | オヨネコぶーにゃん（第2期）             | シンエイ動画                           | ANB            | 全3話   |
| 3月10日 - 1986年1月12日  | はーいステップジュン                    | 東映動画                               | ABC            | 全45話  |
| 3月20日（特別番組）      | 三国志（第2作）                         | シンエイ動画                           | NTV            | 全1話   |
| 3月24日 - 1987年3月22日  | タッチ                                  | グループ・タック                       | CX             | 全101話 |
| 4月1日 - 1987年3月29日   | オバケのQ太郎（1985年版）               | シンエイ動画                           | ANB            | 全511話 |
| 4月2日 - 1986年2月4日    | おねがい!サミアどん                     | 東京ムービー新社                       | NHK総合        | 全39話  |
| 4月2日 - 1988年3月28日   | プロゴルファー猿                        | シンエイ動画、スタジオディーン         | ANB            | 全144話 |
| 4月5日 - 1985年12月27日  | 超獣機神ダンクーガ                      | 葦プロダクション                       | TBS            | 全38話  |
| 4月6日 - 10月5日         | 炎のアルペンローゼ ジュディ&ランディ    | タツノコプロ                           | CX             | 全20話  |
| 4月8日 - 1986年3月25日   | へーい!ブンブー                         | 日本アニメーション                     | NHK総合        | 全130話 |
| 4月18日 - 1986年9月26日  | 六三四の剣                              | エイケン、サンシャインコーポレーション | TX             | 全72話  |
| 6月3日 - 12月23日        | コンポラキッド                          | 東映動画                               | ANB            | 全27話  |
| 6月7日 - 1986年2月28日   | 魔法のスターマジカルエミ                | スタジオぴえろ                         | NTV            | 全38話  |
| 7月6日 - 1986年11月7日   | 戦え!超ロボット生命体トランスフォーマー | 東映動画（日米合作）                   | NTV            | 全65話  |
| 7月15日 - 12月26日       | ダーティペア                            | 日本サンライズ                         | NTV            | 全26話  |
| 8月25日（特別番組）      | 悪魔島のプリンス 三つ目がとおる         | 東映動画、手塚プロダクション           | NTV            | 全1話   |
| 10月3日 - 1986年6月26日  | 蒼き流星SPTレイズナー                   | 日本サンライズ                         | NTV            | 全38話  |
| 10月6日 - 1986年7月27日  | 忍者戦士飛影                            | スタジオぴえろ                         | NTV            | 全43話  |
| 10月7日 - 1986年3月24日  | 昭和アホ草紙あかぬけ一番!               | タツノコプロ                           | ANB            | 全22話  |
| 10月12日 - 1988年2月6日  | ゲゲゲの鬼太郎（第3作）                 | 東映動画                               | CX             | 全108話 |
| 10月12日 - 1987年9月26日 | ハイスクール!奇面組                     | 土田プロダクション→スタジオコメット    | CX             | 全86話  |
| 10月19日 - 1986年4月26日 | 夢の星のボタンノーズ                    | サンリオ                               | ABC            | 全26話  |

1. 1 2  特番1話含む
2. ↑  第50話より『六三四の剣 青春編』に改題
3. 1 2  未放送2話含む
4. ↑  総集編1話含む
5. ↑  総集編2話含む

## 1986年（昭和61年）
| 開始日 - 終了日                            | 作品名                                      | 制作会社                                     | 主放送局・系列 | 話数    |
| ------------------------------------------ | ------------------------------------------- | -------------------------------------------- | -------------- | ------- |
| 1月5日 - 12月28日                          | 愛少女ポリアンナ物語                        | 日本アニメーション                           | CX             | 全51話  |
| 1月6日 - 9月15日                           | ロボタン（第2作）                           | 東京ムービー新社                             | YTV            | 全33話  |
| 1月10日 - 1987年10月3日                    | 宇宙船サジタリウス                          | 日本アニメーション                           | ANB            | 全77話  |
| 1月19日 - 1987年1月11日                    | メイプルタウン物語                          | 東映動画                                     | ABC            | 全52話  |
| 2月23日（特別番組）                        | 生徒諸君! 心に緑のネッカチーフを            | 葦プロダクション                             | CX             | 全1話   |
| 2月26日 - 1989年4月19日                    | ドラゴンボール                              | 東映動画                                     | CX             | 全153話 |
| 3月1日 - 1987年1月31日                     | 機動戦士ガンダムΖΖ                          | 日本サンライズ                               | NBN            | 全47話  |
| 3月7日 - 8月29日                           | 魔法のアイドルパステルユーミ                | スタジオぴえろ                               | NTV            | 全25話  |
| 3月26日 - 1988年3月2日                     | めぞん一刻                                  | ディーン→スタジオディーン                    | CX             | 全96話  |
| 3月31日（特別番組）                        | Mr.ペンペン                                 | シンエイ動画                                 | ANB            | 全1話   |
| 4月3日 - 5月1日                            | 世界名作アニメ童話                          | 虫プロダクション、トップクラフト（日米合作） | TX             | 全5話   |
| 4月5日 - 1988年3月26日                     | まんがなるほど物語（実写+アニメ）           | ダックスインターナショナル                   | TBS            | 全102話 |
| 4月7日 - 9月22日                           | 銀牙 -流れ星 銀-                            | 東映動画                                     | ANB            | 全21話  |
| 4月13日 - 11月23日                         | 剛Q超児イッキマン                           | 東映動画                                     | NTV            | 全32話  |
| 4月16日 - 11月19日                         | ウルトラマンキッズのことわざ物語            | 円谷プロダクション                           | TBS            | 全26話  |
| 4月16日 - 11月19日                         | ワンダービートS                             | 虫プロダクション                             | TBS            | 全26話  |
| 4月25日 - 12月26日 1987年10月8日・10月15日 | 青春アニメ全集                              | 日本アニメーション                           | NTV→ANB        | 全34話  |
| 5月1日（特別番組）                         | 虹のかなたへ! 少女ダイアナ物語              | アウベック                                   | NTV            | 全1話   |
| 5月3日 - 9月20日                           | 光の伝説                                    | タツノコプロ                                 | ABC            | 全19話  |
| 5月19日（特別番組）                        | サンゴ礁伝説 青い海のエルフィ               | 日本アニメーション                           | CX             | 全1話   |
| 7月3日 - 1987年5月28日                     | マシンロボ クロノスの大逆襲                 | 葦プロダクション                             | TX             | 全47話  |
| 7月24日 - 1987年3月27日                    | 地上最強のエキスパートチーム G.I.ジョー     | 東映動画（日米合作）                         | ANB            | 全33話  |
| 8月22日（特別番組）                        | 三国志II 天翔ける英雄たち（第2作第2部）     | シンエイ動画                                 | NTV            | 全1話   |
| 8月24日（特別番組）                        | 銀河探査2100年 ボーダープラネット           | 手塚プロダクション、東映動画                 | NTV            | 全1話   |
| 10月3日 - 1987年9月25日                    | Bugってハニー                               | 東京ムービー新社、スタジオジュニオ           | NTV            | 全51話  |
| 10月4日 - 1988年3月26日                    | たばこ1本のストーリー ハートカクテル        | メルヘン社                                   | NTV            | 全78話  |
| 10月5日 - 1987年9月27日                    | あんみつ姫                                  | スタジオぴえろ                               | CX             | 全51話  |
| 10月6日 - 1987年3月30日                    | Oh!ファミリー                               | KnacK                                        | TX             | 全26話  |
| 10月6日 - 1987年9月28日                    | オズの魔法使い                              | パンメディア                                 | TX             | 全52話  |
| 10月6日 - 1987年3月30日                    | ボスコアドベンチャー                        | 日本アニメーション                           | YTV            | 全26話  |
| 10月11日 - 1989年4月1日                    | 聖闘士星矢                                  | 東映動画                                     | ANB            | 全114話 |
| 10月14日 - 1987年2月24日                   | ドテラマン                                  | タツノコプロ                                 | NTV            | 全20話  |
| 10月15日 - 1987年3月25日 8月26日           | がんばれ!キッカーズ                         | スタジオぴえろ                               | NTV            | 全23話  |
| 10月15日 - 1987年10月8日                   | ドリモグだァ!!                              | ジャパコン・マート、ライフワーク             | NTV            | 全49話  |
| 11月14日 - 1987年6月26日                   | 戦え!超ロボット生命体トランスフォーマー2010 | 東映動画（日米合作）                         | NTV            | 全30話  |
| 12月20日（特別番組）                       | ブンナよ木からおりてこい                    | ダックスインターナショナル、スタジオ古留美   | NHK教育        | 全1話   |
| 12月29日（特別番組）                       | Mr.ペンペンII                               | シンエイ動画                                 | ANB            | 全1話   |

1. ↑  特別編1話含む
2. 1 2  未放送2話含む
3. ↑  テレビ朝日放送時は『青春名作アニメ』に改題
4. ↑  NTV（全32話放送）、ANB（全2話放送）
5. ↑  総集編3話含む
6. ↑  一部地方局は第36話まで放送
7. ↑  特番1話含む

## 1987年（昭和62年）
| 開始日 - 終了日                          | 作品名                                 | 制作会社                             | 主放送局・系列 | 話数    |
| ---------------------------------------- | -------------------------------------- | ------------------------------------ | -------------- | ------- |
| 1月11日 - 12月27日                       | 愛の若草物語                           | 日本アニメーション                   | CX             | 全48話  |
| 1月18日 - 12月27日                       | 新メイプルタウン物語 パームタウン編    | 東映動画                             | ABC            | 全50話  |
| 2月7日 - 1988年1月30日                   | 機甲戦記ドラグナー                     | 日本サンライズ→サンライズ            | NBN            | 全48話  |
| 3月12日 - 1988年2月18日                  | 北斗の拳2                              | 東映動画                             | CX             | 全43話  |
| 3月29日 - 1988年3月20日                  | 陽あたり良好!                          | グループ・タック                     | CX             | 全48話  |
| 4月4日 - 1994年9月28日                   | ことわざハウス 健康編（実写+アニメ）   | エイケン                             | CX             | 全773話 |
| 4月5日 - 1989年3月27日                   | ウルトラB                              | シンエイ動画                         | ANB            | 全118話 |
| 4月6日 - 1988年3月7日                    | きまぐれオレンジ☆ロード                | スタジオぴえろ                       | NTV            | 全48話  |
| 4月6日 - 1988年3月28日                   | シティーハンター                       | 日本サンライズ→サンライズ            | YTV            | 全51話  |
| 4月7日 - 1989年10月26日                  | エスパー魔美                           | シンエイ動画                         | ANB            | 全120話 |
| 4月7日 - 1988年3月29日                   | げらげらブース物語                     | 和光プロ（日蘭合作）                 | TX             | 全52話  |
| 4月9日 - 9月17日 1994年5月31日 - 7月29日 | ガミー・ベアの冒険                     | 東京ムービー新社→WDAJ（日米合作）    | ABC→WOWOW      | 全65話  |
| 4月12日 - 12月13日                       | 赤い光弾ジリオン                       | タツノコプロ                         | NTV            | 全31話  |
| 5月5日（特別番組）                       | 鉄仮面を追え『ダルタニャン物語』より   | スタジオぎゃろっぷ                   | NHK総合        | 全1話   |
| 6月3日 - 12月30日                        | マシンロボ ぶっちぎりバトルハッカーズ  | 葦プロダクション                     | TX             | 全31話  |
| 7月3日 - 1988年3月28日                   | トランスフォーマー ザ☆ヘッドマスターズ | 東映動画                             | NTV            | 全38話  |
| 8月7日 - 9月4日                          | SLIPPY DANDY                           | メルヘン社                           | CX             | 全4話   |
| 10月2日 - 12月25日                       | くりいむれもん レモンエンジェル        | AIC                                  | CX             | 全37話  |
| 10月4日 - 1988年10月2日                  | のらくろクン                           | スタジオぴえろ                       | CX             | 全50話  |
| 10月8日 - 1989年9月28日                  | ミスター味っ子                         | サンライズ                           | TX             | 全99話  |
| 10月9日 - 1989年2月17日                  | アニメ三銃士                           | 学研、スタジオぎゃろっぷ（日韓合作） | NHK総合        | 全52話  |
| 10月10日 - 1988年3月26日                 | アニメ80日間世界一周                   | 日本アニメーション（日西合作）       | ANB            | 全26話  |
| 10月11日 - 1989年4月2日                  | ビックリマン                           | 東映動画                             | ABC            | 全75話  |
| 10月12日 - 1988年9月20日                 | おらぁグズラだど（第2作）              | タツノコプロ、アニメフレンド         | TX             | 全44話  |
| 10月13日 - 1988年3月22日                 | 仮面の忍者 赤影                        | 東映動画、ライフワーク               | NTV            | 全23話  |
| 10月13日 - 1988年3月29日                 | マンガ日本経済入門                     | KnacK、ナック映画                    | TX             | 全25話  |
| 10月17日 - 1988年10月1日                 | ついでにとんちんかん                   | スタジオコメット                     | CX             | 全43話  |
| 10月19日（特別番組）                     | 瞳のなかの少年 15少年漂流記            | 日本アニメーション                   | CX             | 全1話   |
| 10月21日 - 1988年3月30日                 | グリム名作劇場                         | 日本アニメーション                   | ABC            | 全24話  |
| 10月21日 - 1988年3月23日                 | レディレディ!!                         | 東映動画                             | TBS            | 全21話  |
| 11月2日（特別番組）                      | キテレツ大百科                         | スタジオぎゃろっぷ                   | CX             | 全6話   |
| 11月5日 - 1988年4月11日                  | グッチョンパおもしろ話                 | スタジオぎゃろっぷ                   | NTV            | 全14話  |

1. ↑   1988年4月2日より『ことわざハウス』に改題
2. ↑  特番1話含む
3. ↑  ABC（全21話放送）、WOWOW（21話+未放送44話分：全65話放送）
4. ↑  第17話より『赤い光弾ジリオン 激闘編』に改題
5. ↑  総集編3話含む
6. ↑  未放送4話含む
7. 1 2  未放送1話含む

## 1988年（昭和63年）
| 開始日 - 終了日                              | 作品名                                               | 制作会社                                    | 主放送局・系列   | 話数    |
| -------------------------------------------- | ---------------------------------------------------- | ------------------------------------------- | ---------------- | ------- |
| 1月5日（特別番組）                           | がんばれ!キッカーズ ひとりぼっちのエースストライカー | スタジオぴえろ                              | NTV              | 全1話   |
| 1月10日 - 12月25日                           | 小公子セディ                                         | 日本アニメーション                          | CX               | 全43話  |
| 1月10日 - 9月11日                            | 闘将!!拉麵男                                         | 東映動画                                    | NTV              | 全35話  |
| 1月16日（特別番組）                          | 超・電・導ものがたり                                 | スタジオコメット                            | THK              | 全1話   |
| 2月3日 - 3月30日                             | ミッドナイトアニメ くりいむレモン レモンエンジェル   | フェアリーダスト、AIC                       | CX               | 全9話   |
| 2月6日 - 4月23日 1991年9月16日 - 10月2日     | 宇宙伝説ユリシーズ31                                 | 東京ムービー新社（日仏合作）                | NBN→NHK-BS2      | 全26話  |
| 2月8日 - 3月21日                             | ゲゲゲの鬼太郎 地獄編                                | 東映動画                                    | CX               | 全7話   |
| 2月13日 - 1989年12月30日                     | おそ松くん（第2作）                                  | スタジオぴえろ                              | CX               | 全87話  |
| 2月25日 - 11月14日                           | 魁!!男塾                                             | 東映動画                                    | CX               | 全34話  |
| 3月3日 - 1989年10月6日                       | つるピカハゲ丸くん                                   | シンエイ動画                                | ANB              | 全62話  |
| 3月9日 - 12月23日                            | F-エフ                                               | スタジオディーン                            | CX               | 全31話  |
| 3月14日 - 9月19日                            | 燃える!お兄さん                                      | スタジオぴえろ                              | NTV              | 全24話  |
| 3月22日 - 1991年3月6日                       | アニメ にこにこぷん                                  | ビジュアル80                                | NHK総合、NHK教育 | 全76話  |
| 3月27日 - 1996年6月9日                       | キテレツ大百科                                       | スタジオぎゃろっぷ                          | CX               | 全331話 |
| 4月2日 - 1989年7月1日                        | シティーハンター2                                    | サンライズ                                  | YTV              | 全63話  |
| 4月2日 - 1989年1月28日                       | 新まんがなるほど物語（実写+アニメ）                  | ダックスインターナショナル                  | TBS              | 全40話  |
| 4月3日 - 7月31日                             | ドクター秩父山                                       | 葦プロダクション                            | CX               | 全17話  |
| 4月4日 - 1990年3月23日                       | ポンキッキ めいさくわーるど                          | スタジオジュニオ                            | CX               | 全36話  |
| 4月4日 - 1989年3月27日 1992年2月3日 - 4月9日 | ダックテイル（TX版作品名:『わんぱくダック夢冒険』）  | 東京ムービー新社（日米合作）                | TX→WOWOW         | 全100話 |
| 4月5日 - 1989年3月27日                       | どんどんドメルとロン                                 | 和光プロ（日蘭合作）                        | TX               | 全52話  |
| 4月9日 - 6月25日                             | いきなりダゴン                                       | 日本アニメーション                          | ANB              | 全12話  |
| 4月11日 - 6月13日                            | 新プロゴルファー猿                                   | シンエイ動画、スタジオディーン              | ANB              | 全10話  |
| 4月12日 - 1989年3月7日                       | トランスフォーマー 超神マスターフォース              | 東映動画                                    | NTV              | 全47話  |
| 4月13日 - 12月21日                           | 超音戦士ボーグマン                                   | 葦プロダクション                            | NTV              | 全35話  |
| 4月15日 - 1989年3月28日                      | ホワッツマイケル                                     | ディック→C&D                                | TX               | 全45話  |
| 4月15日 - 1989年3月31日                      | 魔神英雄伝ワタル                                     | サンライズ                                  | NTV              | 全45話  |
| 4月27日 - 9月21日                            | トッポ・ジージョ                                     | 日本アニメーション                          | ABC              | 全21話  |
| 4月30日 - 1989年3月4日                       | 鎧伝サムライトルーパー                               | サンライズ                                  | NBN              | 全39話  |
| 5月9日 - 9月19日                             | ママお話きかせて                                     | スタッフ21                                  | NTV              | 全15話  |
| 5月12日 - 1989年1月26日                      | ハロー!レディリン                                    | 東映動画                                    | TX               | 全36話  |
| 7月2日 - 12月24日                            | 鉄拳チンミ                                           | 葦プロダクション                            | ANB              | 全20話  |
| 7月7日 - 9月15日                             | ミッドナイトアニメ Lemon Angel                       | フェアリーダスト、AIC                       | CX               | 全10話  |
| 7月11日 - 1989年3月27日                      | ビリ犬                                               | シンエイ動画、スタジオディーン              | ANB              | 全32話  |
| 8月7日（特別番組）                           | 夏服の少女たち ～ヒロシマ・昭和20年8月6日～          | マッドハウス                                | NHK総合          | 全1話   |
| 10月2日 - 1989年3月26日                      | 新グリム名作劇場                                     | 日本アニメーション                          | ABC              | 全23話  |
| 10月3日 -                                    | それいけ!アンパンマン                                | 東京ムービー新社→トムス・エンタテインメント | NTV              |         |
| 10月5日（特別番組）                          | ビックリマン きらきら特別増刊号                      | 東映動画                                    | ABC              | 全1話   |
| 10月7日 - 12月30日                           | 夢見るトッポ・ジージョ                               | 日本アニメーション                          | TX               | 全13話  |
| 10月9日 - 1989年12月24日                     | ひみつのアッコちゃん（第2作）                        | 東映動画                                    | CX               | 全61話  |
| 10月10日（特別番組）                         | がんばれ!盲導犬サーブ                                | タマプロダクション                          | NHK-BS1          | 全1話   |
| 10月12日 - 1992年3月26日                     | ハーイあっこです                                     | エイケン                                    | ABC              | 全163話 |
| 10月17日 - 1992年3月17日                     | 美味しんぼ                                           | シンエイ動画                                | NTV              | 全136話 |
| 10月22日 - 1989年9月29日                     | 名門!第三野球部                                      | スタジオコメット                            | CX               | 全40話  |
| 11月23日（特別番組）                         | マンガ がんばるサラリーマンのゆとり進化論            | トランス・アーツ                            | TX               | 全1話   |

1. ↑  NBN（全12話放送）、NHK-BS2（12話+未放送14話分：全26話放送）
2. ↑  特番1話含む
3. ↑  特番3話含む
4. ↑  TX（全52話放送）、WOWOW（未放送48話分放送）合計全100話
5. ↑  総集編5話含む
6. ↑  総集編2話含む
7. ↑  総集編4話含む

## 1989年（平成元年）
| 開始日 - 終了日                                | 作品名                                                                                   | 制作会社                                                         | 主放送局・系列       | 話数    |
| ---------------------------------------------- | ---------------------------------------------------------------------------------------- | ---------------------------------------------------------------- | -------------------- | ------- |
| 1月14日 - 1992年9月26日                        | おぼっちゃまくん                                                                         | シンエイ動画                                                     | ANB                  | 全164話 |
| 1月15日 - 12月24日                             | ピーターパンの冒険                                                                       | 日本アニメーション                                               | CX                   | 全41話  |
| 2月4日 - 1991年4月27日                         | まんがはじめて面白塾（実写+アニメ）                                                      | ダックスインターナショナル                                       | TBS                  | 全110話 |
| 3月11日 - 1990年1月27日                        | 獣神ライガー                                                                             | サンライズ                                                       | NBN                  | 全43話  |
| 3月14日 - 12月19日                             | 戦え!超ロボット生命体 トランスフォーマーV                                                | 東映動画                                                         | NTV                  | 全44話  |
| 4月1日（特別番組）                             | ルパン三世 バイバイ・リバティー・危機一発!                                               | 東京ムービー新社                                                 | NTV                  | 全1話   |
| 4月2日 - 1990年3月25日                         | ミラクルジャイアンツ童夢くん                                                             | スタジオぎゃろっぷ                                               | NTV                  | 全49話  |
| 4月3日 - 1990年3月26日                         | アイドル伝説えり子                                                                       | 葦プロダクション                                                 | TSC                  | 全51話  |
| 4月3日 - 1990年3月29日                         | 小さなアヒルの大きな愛の物語 あひるのクワック                                            | テレスクリーン、テレイメージ、ビジュアル80（日・独・仏・蘭合作） | TX                   | 全52話  |
| 4月3日 - 1990年3月20日 1992年9月4日 - 10月16日 | チップとデールの大作戦 レスキュー・レンジャーズ（TX版作品名:『チップとデールの大作戦』） | 東京ムービー新社→WDAJ（日米合作）                                | TX→WOWOW             | 全65話  |
| 4月6日 - 1990年1月25日                         | 天空戦記シュラト                                                                         | タツノコプロ                                                     | TX                   | 全40話  |
| 4月7日 - 1990年3月16日                         | 青いブリンク                                                                             | 手塚プロダクション                                               | NHK総合              | 全39話  |
| 4月7日 - 1990年3月2日                          | 魔動王グランゾート                                                                       | サンライズ                                                       | NTV                  | 全41話  |
| 4月9日 - 1990年8月26日                         | 新ビックリマン                                                                           | 東映動画                                                         | ABC                  | 全72話  |
| 4月10日 - 9月18日                              | ビリ犬なんでも商会                                                                       | シンエイ動画、スタジオディーン、ライフワーク                     | ANB                  | 全22話  |
| 4月15日 - 1990年3月24日                        | 悪魔くん                                                                                 | 東映動画                                                         | ANB                  | 全42話  |
| 4月15日 - 9月16日                              | らんま1/2（第1作）                                                                       | スタジオディーン                                                 | CX                   | 全18話  |
| 4月18日 - 10月12日                             | GO! レスラー軍団                                                                         | 東京ムービー新社                                                 | TX                   | 全21話  |
| 4月26日 - 1996年1月31日                        | ドラゴンボールZ                                                                          | 東映動画                                                         | CX                   | 全294話 |
| 5月4日（特別番組）                             | アニメ西遊記 小さな悟空の大冒険                                                          | （日中合作）                                                     | NHK教育              | 全1話   |
| 5月22日 - 11月25日                             | エルとプルー                                                                             | ふいるむ・まじっく・らんたん                                     | ANB                  | 全100話 |
| 7月5日 - 1990年1月31日                         | セイシュンの食卓                                                                         | マッドハウス                                                     | YTV                  | 全25話  |
| 7月21日 - 1990年8月31日                        | 昆虫物語 みなしごハッチ（第2作）                                                         | タツノコプロ、アニメフレンド                                     | NTV                  | 全55話  |
| 8月27日（特別番組）                            | 手塚治虫物語 ぼくは孫悟空                                                                | 手塚プロダクション、マッドハウス、グルーパー                     | NTV                  | 全1話   |
| 9月3日 - 1997年4月8日                          | キャッツ&カンパニー                                                                      | 東京ムービー新社（日・米・仏・加合作）                           | NHK-BS2              | 全51話  |
| 10月2日 - 1991年1月12日                        | パラソルヘンべえ                                                                         | C&Dディストリビューション                                        | NHK総合              | 全200話 |
| 10月2日 - 12月8日                              | ポンキッキ むかしばなし                                                                  | スタジオジュニオ                                                 | CX                   | 全5話   |
| 10月2日 - 1990年10月1日                        | 桃太郎伝説 PEACHBOY LEGEND                                                               | ナック映画                                                       | TX                   | 全51話  |
| 10月3日 - 1990年3月27日                        | ダッシュ!四駆郎                                                                          | アウベック                                                       | TX                   | 全25話  |
| 10月9日 - 1990年10月29日                       | ジャングルブック・少年モーグリ                                                           | 日本アニメーション                                               | TX                   | 全52話  |
| 10月9日 - 1991年9月23日                        | 魔法使いサリー（第2作）                                                                  | 東映動画                                                         | ANB                  | 全90話  |
| 10月10日 - 1990年9月25日 1991年1月22日         | 笑ゥせぇるすまん（第1期）                                                                | シンエイ動画                                                     | TBS                  | 全50話  |
| 10月11日 - 1990年9月26日                       | 機動警察パトレイバー                                                                     | サンライズ                                                       | NTV                  | 全47話  |
| 10月12日 - 1990年10月11日                      | ジャングル大帝（1989年版）                                                               | 手塚プロダクション                                               | TX                   | 全52話  |
| 10月14日 - 1990年12月22日                      | シートン動物記                                                                           | エイケン、SSC                                                    | NTV                  | 全45話  |
| 10月14日（特別番組）                           | 藤子・F・不二雄アニメスペシャル SFアドベンチャー T・Pぼん                                | スタジオぎゃろっぷ                                               | NTV                  | 全1話   |
| 10月15日 - 1990年1月21日                       | シティーハンター3                                                                        | サンライズ                                                       | YTV                  | 全13話  |
| 10月16日 - 1990年3月26日                       | がきデカ                                                                                 | スタジオぎゃろっぷ                                               | CX                   | 全22話  |
| 10月16日 - 1992年9月21日                       | YAWARA! a fashionable judo girl!                                                         | マッドハウス                                                     | YTV                  | 全124話 |
| 10月17日 - 1990年12月21日                      | かりあげクン                                                                             | 東映動画                                                         | CX                   | 全59話  |
| 10月18日 - 1990年7月6日                        | まじかるハット                                                                           | スタジオぴえろ                                                   | CX                   | 全33話  |
| 10月19日 - 1990年3月29日                       | 小松左京アニメ劇場                                                                       | GAINAX、AIC                                                      | MBS                  | 全27話  |
| 10月19日 - 1990年8月26日                       | たいむとらぶるトンデケマン!                                                              | 葦プロダクション                                                 | CX                   | 全39話  |
| 10月19日 - 1990年9月27日                       | レスラー軍団〈銀河編〉 聖戦士ロビンJr.                                                   | 東京ムービー新社                                                 | TX                   | 全50話  |
| 10月20日 - 1992年9月25日                       | らんま1/2 熱闘編                                                                         | スタジオディーン                                                 | CX                   | 全143話 |
| 11月2日 - 1991年4月18日                        | チンプイ                                                                                 | シンエイ動画                                                     | ANB                  | 全57話  |
| 12月1日 - 12月18日                             | ポール・ポジション                                                                       | ビジュアル80（日米仏合作）                                       | NHK-BS2              | 全13話  |
| 12月2日 - 1990年9月22日                        | ドラゴンクエスト（第1部）                                                                | スタジオコメット                                                 | CX                   | 全33話  |
| 12月19日 - 1990年1月14日                       | スターカム                                                                               | ディック（日米合作）                                             | NHK-BS2              | 全13話  |
| 12月26日 - 12月31日                            | 敵は海賊〜猫たちの饗宴〜                                                                 | キティ・フィルム                                                 | CS（衛星チャンネル） | 全6話   |

1. ↑  総集編12話含む
2. ↑  TX（全50話放送）、WOWOW（50話+未放送15話分：全65話放送）
3. 1 2  総集編2話含む
4. ↑  特番2話、総集編1話含む
5. ↑  日本側はNHKが制作に参加
6. ↑  全50回放送
7. ↑  未放送1話含む
8. ↑  特番2話含む
9. ↑  特別篇1話、総集編1話含む
10. ↑  未放送3話含む
11. ↑  特番1話含む
12. ↑  総集編1話含む